# Рыба, Иржи
Иржи Рыба (чеш. Jiří Ryba; род. 15 июня 1976, Табор) — чешский легкоатлет, специалист по многоборьям. Выступал за сборную Чехии по лёгкой атлетике в 1994—2005 годах, бронзовый призёр чемпионата Европы среди юниоров, победитель Кубка Европы в командном зачёте, участник летних Олимпийских игр в Сиднее.

## Биография
Иржи Рыба родился 15 июня 1976 года в городе Табор, Чехословакия.
Дебютировал в лёгкой атлетике на международном уровне в сезоне 1994 года, когда вошёл в состав чешской национальной сборной и выступил в десятиборье на юниорском мировом первенстве в Лиссабоне.
В 1995 году занял 25-е место на крупном международном турнире Hypo-Meeting в Австрии, завоевал бронзовую медаль на юниорском европейском первенстве в Ньиредьхазе. На Кубке Европы по легкоатлетическим многоборьям в Вальядолиде вместе со своими соотечественниками одержал победу в мужском командном зачёте.
На Hypo-Meeting 1996 года занял итоговое 15-е место.
В 1997 году на Кубке Европы в Таллине вновь был лучшим в командном зачёте, отмтеился выступлением на молодёжном европейском первенстве в Турку.
В 1998 году занял 15-е место на Hypo-Meeting, выиграл командный зачёт на Кубке Европы в Таллине.
На домашнем Кубке Европы 1999 года в Праге стал восьмым в личном зачёте и с рекордом турнира выиграл мужской командный зачёт. Будучи студентом, представлял Чехию на Универсиаде в Пальме.
Благодаря череде удачных выступлений удостоился права защищать честь страны на летних Олимпийских играх 2000 года в Сиднее — набрал в сумме всех дисциплин десятиборья 8056 очков, расположившись в итоговом протоколе соревнований на 14-й строке.
После сиднейской Олимпиады Рыба остался в составе легкоатлетической сборной Чехии и продолжил принимать участие в крупнейших международных стартах. Так, в 2001 году в десятиборье он показал шестой результат на чемпионате мира в Эдмонтоне и на Играх доброй воли в Брисбене.
В 2005 году в последний раз в карьере стартовал на Hypo-Meeting, вынужден был сняться с турнира в ходе первого соревновательного дня.
Впоследствии проявил себя на тренерском поприще, работал специалистом по физической подготовке в футбольном клубе «Пршибрам» и в сборной Бахрейна по футболу.
Женат на известной чешской прыгунье с шестом Павле Гамачковой.